# Spijt (lied)
Spijt is een lied van de Nederlandse zangeres Maan in samenwerking met Jonna Fraser. Het werd in 2018 als single uitgebracht en stond in hetzelfde jaar als derde track op het album Waar ga je heen van Maan. 

## Achtergrond
Spijt is geschreven door Anouk Teeuwe, Martin Gjerstad, David van Dijk, Jonathan Jeffrey Grando, Stephan Boers en Paul Sinha en geproduceerd door Ramiks en Project Money. Het is een nummer uit de genres nederhop en nederpop. In het lied zingen en rappen de artiesten over een geliefde die ze hebben laten gaan en het liefdesverdriet dat het gevolg van de scheiding is. Het lied is de opvolger van Blijf bij mij, een lied waarin Maan met een andere hiphopartiest samenwerkte; Ronnie Flex. De single heeft de gouden status.
In de bijbehorende videoclip is Maan te zien terwijl ze de liefdesverdriet met positieve en negatieve ervaringen verwerkt, waaronder een scène waarin Maan topless in een bed met enkele bloemblaadjes ligt. Ook was de zangeres in de clip niet erg overdreven opgemaakt, wat volgens de visagiste Marvin Lumoneka bewust was gedaan omdat ze met weinig make-up een "pure Maan" wilden tonen, waardoor men haar "echtheid" in de muziekvideo kon zien.

## Hitnoteringen
De artiesten hadden bescheiden succes met het lied in de hitlijsten van het Nederlands taalgebied. Het piekte op de 25e plaats van de Nederlandse Single Top 100 en stond negen weken in deze hitlijst. In de Nederlandse Top 40 kwam het tot de 32e plaats in de drie weken dat het er in te vinden was. Er was geen notering in de Vlaamse Ultratop 50. Het kwam hier wel tot de 46e plek van de Ultratip 100